# ヴェノム (映画)
『ヴェノム』（原題：Venom）は、マーベル・コミックの同名のキャラクターを主人公にした、2018年のアメリカ合衆国のスーパーヒーロー映画。コロンビア ピクチャーズがマーベルとテンセント・ピクチャーズと共同で製作した、「ソニーズ・スパイダーマン・ユニバース」（SSU）の第1作目である。
監督はルーベン・フライシャー、脚本はジェフ・ピンクナー、スコット・ローゼンバーグ、ケリー・マルセルが務め、エディ・ブロック／ヴェノム役のトム・ハーディの他にミシェル・ウィリアムズ、リズ・アーメッド、スコット・ヘイズ、リード・スコットらが出演している。
本作は当初、プロデューサーのアヴィ・アラッドによって2007年にスパイダーマンシリーズからのスピンオフとして企画されたものだったが、2017年3月にソニーが映画の権利を所有するマーベルのキャラクターを取り込んだ新たなユニバースが始動し、本作はその一環となった。

## ストーリー
カリフォルニア州のサンフランシスコで記者として働いていたエディ・ブロックは、ライフ財団が死者を出すほど危険な人体実験をホームレスを利用して行っていることを知り、恋人であるアン・ウェイングのパソコンから得た情報を基に、ライフ財団のリーダーであるカールトン・ドレイクに実験のことを問い詰める。だが、ライフ財団の根回しにより会社をクビになり、それに巻き込まれる形でアンも職を追われたため、仕事と恋人の両方を失う。
それから半年。就職先を探していたエディは、ライフ財団の研究者ドーラ・スカース博士の力を借りてその実験施設に侵入。そこで知人のマリアが被験者として捕まっていることを知り、彼女を助けようとしたものの、その身体に巣食っていたタール状の地球外生命体・シンビオートに寄生されてしまう。
それ以来、エディにはシンビオートの声が頭の中で聞こえるようになり、凶暴性や空腹感が日に日に強くなっていく。「"俺たち"が一つになれば、何だってできる」と嘯いたシンビオートはエディの体を蝕み、一体化し、ヴェノムとして名乗りを上げる。ヴェノムはそのグロテスクな姿で容赦なく人を襲い、そして喰らう。相手を恐怖に陥れ、目玉、肺、そして膵臓…体のどの部位も喰い尽くす。エディは自分自身をコントロールできなくなる危機感や恐怖心を覚える一方、少しずつその力に魅了されていく…。
その頃、エディがライフ財団に侵入してマリアと接触したことを知ったドレイクは、マリアに寄生していたシンビオートがエディの身体に「移動」したのではないかと考え、彼もろともシンビオートを捕らえようと暗躍し始める。
一方、本編冒頭からマレーシアに墜落して乗組員をのせたライフ財団所有の宇宙探査ロケットから、別のシンビオートも単独でライフ財団へ向かい、次々と宿主を移り変えながら動き出す。

## 登場人物 / キャスト

### 主要人物
エディ・ブロック / ヴェノム
演 - トム・ハーディ、日本語吹替 - 諏訪部順一（エディ） / 中村獅童（ヴェノム）
本作の主人公であり、徹底的な取材をこなす敏腕記者。やや自己中心的な一面とその取材方針から周囲と衝突する事があるものの、記者としての使命感や力量は確かであり、また強い正義感の持ち主でもある。高い所が苦手。
ドレイクへの取材で、彼に対して以前から行われていたライフ財団による違法な人体実験の事実を追及しようとしたことで職も恋人も失って零落。その半年後、スカースの依頼と協力を受けて財団の研究施設に潜入するが、そこで被験者となっていた友人・マリアを助けようとした所、逆に襲われて液体型地球外生命体・シンビオートに寄生される。それに伴う心身の異変や身体感覚の劇的な変化に見舞われ、トリースを始めとする財団の刺客らの猛追を受ける中で驚異的かつ超人的な能力を持つ生命体・ヴェノムと化す。
監督のルーベン・フライシャーは、原作の一節"You're Eddie Brock. I'm the symbiote. Together we are Venom."にインスピレーションを受けたと語っている。トム・ハーディはモーションキャプチャでの演技もこなした。
アン・ウェイング / シーヴェノム
演 - ミシェル・ウィリアムズ、日本語吹替 - 中川翔子
エディの元婚約者。愛称はアニー。
弁護士としてライフ財団が裏で行っている人体実験について調べていたが、その情報を自身のパソコンから盗み見たエディのとばっちりを受けて事務所を解雇されてしまい、その件に激怒して婚約を解消した。だがその半年後、シンビオートに寄生されてしまったエディの異変を知り、彼を救う為に奔走。終盤におけるライオットとの決戦においても彼女の機転がエディを救うきっかけとなった。

### サブキャラクター
ダン・ルイス
演 - リード・スコット、日本語吹替 - 桐本拓哉
エディとの婚約を破棄したアンが新たに交際した医師。非常に誠実な人物で、アンの元婚約者であるエディにも好意的に接し、シンビオートに寄生された彼をアンと共に救おうと尽力する。
マリア
演 - メローラ・ウォルターズ、日本語吹替 - 高乃麗
エディが零落した後に親しくなったホームレスの女性で、古新聞を集めて売っている。生活費欲しさからライフ財団に騙され、シンビオートの実験の被験者にされていたところをエディに助けられるが、自我を失ってエディに襲い掛かり、自分に寄生していたシンビオートがエディに寄生すると同時に死亡する。
チェン
演 - ペギー・ルー、日本語吹替 - 田村聖子
コンビニエンスストアの店主。

### ライフ財団
カールトン・ドレイク / ライオット
演 - リズ・アーメッド、日本語吹替 - 花輪英司
医療福祉から宇宙開発まで多くの科学分野で活躍する「ライフ財団」の創始者にしてCEO。イギリス出身。エディの務めるテレビ局のスポンサーでもあり、財団の闇を暴こうとした彼を上層部に圧力をかけて解雇させた。
慈善家として知られる人物だが、裏ではホームレスなどの社会的弱者を利用して人体実験を行っているマッドサイエンティスト。環境破壊や資源の枯渇が深刻化している地球に見切りをつけ、人類の宇宙進出を計画している。その為に財団独自の調査で入手したシンビオートの融合実験を行っていたが、その内の一体と共生したエディに目をつけ、執拗に追跡する。
ローランド・トリース
演 - スコット・ヘイズ、日本語吹替 - 志村知幸
ライフ財団のセキュリティのリーダー。冷酷な性格で、侵入者を手引きしたのがスカースである事を突き止め、ドレイクに引き渡した。彼の命を受け、部下達と共にエディを追い詰め深手を追わせるが、ヴェノムとして覚醒した彼の妨害や反撃を受けて確保に失敗する。後にヴェノムと分離したエディを拉致し、復讐も兼ねて殺害しようとしたが、シーヴェノムとなったアンの不意討ちを受け、彼女に捕食された。
ドーラ・スカース
演 - ジェニー・スレイト、日本語吹替 - 武田華
ライフ財団で働いている研究者。
ドレイクから信頼されているものの、シンビオートの危険性や人命を軽視して人体実験を進める彼に耐え兼ね、エディに潜入取材を依頼する。だが、結果的に彼がヴェノムとなる事態を引き起こしてしまい、ドレイクから裏切り者としてシンビオートの実験台にされ殺害された。

### エンドロール後
クレタス・キャサディ
演 - ウディ・ハレルソン、日本語吹替 - 内田直哉
エンドロール後に登場するサン・クエンティン州立刑務所に厳重収監されている連続殺人鬼。ドレイクの野望を阻止し、ジャーナリストとして復帰したエディが最初に取材した相手。これまでFBIの取り調べに応じなかったがエディに対しては関心を抱き、独占インタビューを依頼。訪れた彼に「俺がここを出たら、大殺戮（カーネイジ）になる」と、不穏な言葉を残した所で物語は幕を閉じる。原作コミックにおいてカーネイジは「もう一人のヴェノム」というべき存在である。

## 製作

### 企画
スパイダーマンの宿敵として有名なマーベル・コミックのキャラクター、エディ・ブロック（ヴェノム）は、2007年の『スパイダーマン3』でトファー・グレイスが演じ映画に初登場した。当初は自己の分身であるヴェノムに対して深く掘り下げられない小さな役だったが、このシリーズが監督のサム・ライミの個人的に好きな（現代のファンの興味をひくキャラクターではないような）悪役に頼り過ぎていると感じたプロデューサーのアヴィ・アラッドによって主要なヴィランとなっていった。ライミ自身はこのキャラクターの「人間性の欠如」のために彼を深く掘り下げることをためらっていたが、アラッドは2007年7月、ヴェノムに焦点を当てたスピンオフ作品の構想を発表した。
2008年7月までに、ソニー・ピクチャーズは、20世紀フォックスの『X-MEN』シリーズにおけるウルヴァリンのように、スパイダーマンシリーズの長寿化が期待できるヴェノムを『スパイダーマン3』の直接の続編として企画を進めていた。ヤコブ・アーロン・エステスが脚本を書いていたが、スタジオはそれとは異なる方向性を求め、別の脚本家を探し始めた。またソニーは、ヴェノムを演じたトファー・グレイスが主役として映画を支え切れるという確信も持てずにいた。同年9月、ソニーはポール・ワーニックとレット・リーズを新しい脚本家に任命した。一方で、ヴェノムの共同クリエイターのトッド・マクファーレンが「ヴィランを中心人物に据えたヴェノムの映画は上手くいかない」と示唆したことを受け、業界内では「トファー・グレイスという好感のある俳優だからこそ同情的な悪人になれるから、彼がこのスピンオフ作品に戻るべきだ」と提案されていた。
両脚本家は「現実的で地に足のついた内容で、少し暗くキャラクターを描いた」というオリジナルストーリーのアイデアをソニーに投げかけた。彼らは、悪役や生い立ちについての特別なルールを持つソニーとマーベルとともに、アウトラインの制作に取り掛かり、2009年4月までにドラフトが完成した（スタン・リーのための特別な役も含む）。寄生生物のシンビオートが街中で人から人へ飛び移り、それに寄生された人物が凶暴的になり他人を襲うというシーンなどが描かれていた。
ワーニックとリーズの両脚本家は2009年9月までに第2稿を執筆し、リーズは「ソニーは前に進む方法なら何でも前に進む」と述べた。1か月後、当時『スパイダーマン4』の脚本を書き直していたゲイリー・ロスが、ヴェノムの映画の共同脚本、監督、およびアヴィ・アラッドとの共同プロデューサーを任じられた。その時期にはトファー・グレイスの続投の可能性は低くなっており、白紙に戻して新しいアンチヒーローとしてのヴィラン像が模索されていた。
2010年1月、ソニーは、サム・ライミが『スパイダーマン3』の続編に関与しないと決断したことを受け、スパイダーマンシリーズをリブートすることを発表。2012年、最初のリブート作品『アメイジング・スパイダーマン』が公開されたが、ソニーは依然として今作を活用したヴェノムの映画に関心を持っていた。スタジオは、『ハンガー・ゲーム』を監督するためにプロジェクトを退いたゲイリー・ロスの代役としてジョシュ・トランクと交渉した。同年6月、アラッドは知人のプロデューサー、マット・トルマックとの議論の中で、『アベンジャーズ』でマーベル・シネマティック・ユニバース（MCU）がクロスオーバーしていることと比較し、ヴェノムの映画を『アメイジング・スパイダーマン』と繋げる案を検討した。アラッドは本作を「エディ・ブロックの物語」としか呼ばなかったが、トルマックは「できることなら、これらの世界はいつか同じ世界に平和に共存させたい」と投げかけた。
2013年12月、ソニーは、『アメイジング・スパイダーマン2』を使って自身のスタジオが映画の権利を持つマーベルキャラクター（ヴェノムを含む）で独自のユニバースを確立する計画を発表した。アラッドとトルマックはシリーズのブレーントラストとして映画のプロデューサーとなり、アレックス・カーツマン、ロベルト・オーチー（いずれも『アメイジング・スパイダーマン2』共同脚本・製作総指揮）、エド・ソロモンがヴェノムの映画の脚本を担当、カーツマンは監督を兼任となった。2014年4月、アラッドとトルマックは「ヴェノムの映画は、2016年5月27日公開の『アメイジング・スパイダーマン3』の後、『アメイジング・スパイダーマン4』の前に公開される」と述べた。しかし、『アメイジング・スパイダーマン2』は業績が悪く、ソニーは自身が最重要視するシリーズを徹底的に見極めなければならないというプレッシャーのもと、ユニバースの方向性が再考された。『アメイジング・スパイダーマン3』の公開は2018年に延期され、ヴェノムの映画（『Venom Carnage』）の公開は2017年に移動した。アレックス・カーツマンは引き続き監督を務め、エド・ソロモンとともに脚本を書いた。
2015年2月、ソニーとマーベル・スタジオは、マーベルが次のスパイダーマン映画（『スパイダーマン:ホームカミング』）を製作し、そのキャラクターをMCUに統合するという新しいパートナーシップを発表した。ソニーはマーベルの関与のないスピンオフ映画の製作も計画していたが、同年11月までには、ソニーはマーベルとの新たなリブートに焦点を当てたことで、『アメイジング・スパイダーマン2』の続編を含むそれらの構想は事実上の廃止となった。
2016年3月、ソニーは再びヴェノムの企画を復活させた。アラッドとトルマックが再び製作となり、ダンテ・ハーパーが新たな脚本を書いた。このプロジェクトは、ソニーとマーベルの新しいスパイダーマンとは無関係で、独自のシリーズを立ち上げるものとして構想された。1年後、ソニーは公開日を2018年10月5日とし、アレックス・カーツマンは新しいプロジェクトには関与していないことと、新監督は未決定で、脚本はスコット・ローゼンバーグとジェフ・ピンクナー（『アメイジング・スパイダーマン2』共同脚本）が務めることを発表した。ヴェノムの映画は新しいシリーズを開始するだけでなく、MCUから独立した新しいユニバースの創造を期待されており、さらに20世紀フォックスの『X-MEN』シリーズにおける『デッドプール』と『LOGAN/ローガン』の成功にインスパイアされ、当初は低予算でMPAAのレイティングのある作品を目指し製作された。ソニーの監督最終候補リストには、レイティング作品で知られるアディ・シャンカルや、アダム・ウィンガードが含まれていた。同年5月、ソニーはトム・ハーディがエディ・ブロック（ヴェノム）を演じ、監督にルーベン・フライシャー（『ゾンビランド』監督）が就任することと、公式な「ソニー・マーベル・ユニバース」（Sony's Marvel Universe）の開始を発表し、『ヴェノム』はいずれの他の映画作品のスピンオフでもない位置づけとなった。ルーベン・フライシャーはソニーの長期にわたる人選の結果であり、またヴェノムの大ファンだというトム・ハーディのキャスティングについては、彼がJ・C・チャンダー監督の『Triple Frontier』の出演を退いた直後の4月に決定した。

### プリプロダクション
2017年6月、マーベル・スタジオの社長ケヴィン・ファイギは、この映画はソニーの独自のプロジェクトであり、マーベル側はそれをMCUと繋げる計画はないことを明言した。しかし、本作のプロデューサーのエイミー・パスカルはすぐに、ソニー側は自身のソニー・マーベル・ユニバース映画を『スパイダーマン:ホームカミング』で始まる新しいMCU映画として世界を共有しようとしていることを明かし、MCUへの"adjunct"（付加物、付属物）として説明した。彼女は、「『ヴェノム』は次に予定しているソニー・マーベル・ユニバース作品『Silver & Black』に繋がり、さらにトム・ホランドが演じるスパイダーマンも出演する可能性もある」と述べた。その段階で、原作のキャラクター、カーネイジの登場も予想されていた。同年7月、コロンビア・ピクチャーズの社長のサンフォード・パニッチは、「ソニーは従来のコミックブック（アメコミ）映画の製作には関心がなく、自身のユニバースの各映画に独自のスタイルを取り込もうと模索している」と説明した。『ヴェノム』はジョン・カーペンターやデヴィッド・クローネンバーグの作品にインスパイアされた「ホラーに一ひねり加えた映画」に「ポップさと楽しさを加えたもの」と推測されており、監督のフライシャーは「常にアンチヒーローに惹かれている。ヴェノムには暗い要素があり、常に私に訴えかけるウィットがある。映画ではヴェノムの起源と、エディ・ブロックとシンビオートとの間のジキルとハイドのような関係性を掘り下げる」と述べた。
同年8月にはリズ・アーメッドが出演の交渉を受けており、同じ役にマット・スミス、ペドロ・パスカル、マティアス・スーナールツらも候補に挙がっていた。9月、ミシェル・ウィリアムズが地方弁護士でブロックの意中の人物の役への出演交渉を受けた。10月までに、ジェニー・スレイト、リード・スコット、スコット・ヘイズらが出演交渉を受け、ジェニー・スレイトは科学者役として候補に挙がっていた。脚本は、ケリー・マーセルが最新稿を書いていた。
ソニーが提示した映画の最終予算は1億ドルだったが、中国の製作会社テンセント・ピクチャーズが最終的にコストの3分の1をカバーした。

#### 原作とスパイダーマン
本作は主に原作の『Venom: Lethal Protector』と『Planet of the Symbiotes』に基づいている。ハーディは、『Lethal Protector』同様サンフランシスコが舞台となっていることを説明した。
フライシャーは、本作が『Lethal Protector』をベースとした理由として、初の単独のヴェノムのシリーズとしてスパイダーマンから解放させる意図を挙げた。最終的にスパイダーマンは、ソニーとマーベル・スタジオ間の契約により登場させることはできなかったが、フライシャーらは「スパイダーマンが不可欠なキャラクターの映画をスパイダーマンなしで作る」ことに挑戦的だった。これらの理由から彼らは、スパイダーマンを起源としない、アルティメット・マーベル版のヴェノムにインスピレーションを得た。また『Lethal Protector』は、ヴェノムの凶悪な側面よりも英雄的な側面を探求するための基礎となった。映画でのヴェノムの一節、"Eyes, lungs, pancreas... so many snacks, so little time," はコミックシリーズ『アメイジング・スパイダーマン』#374 から改変なく引用されている。
2018年7月、フライシャーは本作に対して「ヒーローはいない」と表現し、映画の企画時に多くのキャラクターによる巨大な世界を構想していたことを述べた。また、別のシンビオートであるライオットがヴィランとして登場することも明かした。さらに、スパイダーマンは本作には登場しないものの、将来の映画にてスパイダーマンとのクロスオーバーが起こる可能性があることを示した。原作コミックのようなヴェノムの胸のスパイダーマンのシンボルが描かれていないことに関して、フライシャーは、今作においてはヴェノムの誕生にスパイダーマンは関与していないためシンボルは意味をなさなかったと説明した。それでもフライシャーらはできる限り原作のデザインに忠実であることを望み、全身黒いキャラクターは夜間のシーンで見づらいという問題をフライシャーが追加で提示したことで、シンビオートの白い静脈から形成された独自のシンボルがヴェノムの胸に描かれることとなった。
フライシャーは本作を他の漫画原作の映画からも突出したものにすることを望んでおり、本作のトーンは軽妙なMCUや重苦しいDCエクステンデッド・ユニバースのどちらも想起しないだろうと述べた。フライシャーは、原作のキャラクターの暴力性を尊重することが重要だとし、「彼は人々の頭を噛み脳を食べる。ヴェノムがそれをやらなかったら映画を作るのはおかしい」と述べている。しかし、ソニーの幹部らはレイティング指定は将来的にファミリー層に適したスパイダーマンや他のMCUキャラクターとクロスオーバーさせる際に支障が出ると考えており、レイティング指定を実際に受けるまでこの要素を推し進めることには消極的だった。最終的にクロスオーバーの可能性のため暴力性がトーンダウンされ、PG-13とレイティングされた。

### 撮影
主要撮影は2017年10月23日に開始し、アトランタとニューヨークで行われた。映画『アイアンマン』の撮影監督を務めたマシュー・リバティークや、『スパイダーマン:ホームカミング』でプロダクションデザイナーを務めたオリバー・スコールが、本作でも同役職を務める。
ミシェル・ウィリアムズは11月に撮影に参加しているが、彼女が出演した『ゲティ家の身代金』で予期せぬ再撮影が発生し、両者の撮影を同時並行で行うためにソニーがスケジュールを編成した。
12月までに、ウディ・ハレルソンが出演交渉を受けており、またミシェル・ウィリアムズがアン・ウェイングを演じることが明らかになった。
ハーディはプリ・プロダクション中にシンビオートの台詞を録音し、それらは険悪な音への変調が施された。ブロックとシンビオートが交互に会話をする場面では、その音声をイヤホンを通して再生しながら撮影が行われた。
フライシャーは、ハーディが撮影セットで即興で思い付いたことややるべきと感じたシーンも協力的に撮影した。例えば、ハーディがレストランのセットにロブスターの水槽があることに気付くと、自身の役が水槽に入ることを決め、プロダクションデザイナーチームは徹夜で水槽を偽のロブスターで満たし、翌日にハーディの撮影を実現させた。
2018年1月16日から1月26日にかけてサンフランシスコで追加撮影が行われた。ハーディの撮影は1月27日に終了した。

### ポストプロダクション
リズ・アーメッドとリード・スコットは2018年2月に出演が確定し、ウィル・ビールが追加の脚本家として発表された。その後の数か月で、Sope Alukoとスコット・ディッカートの出演が明らかになった。また、スコット・ヘイズとウディ・ハレルソンの登場も確定し、リズ・アーメッドもカールトン・ドレイクを演じることが報じられた。過去にフライシャーの『ゾンビランド』（2009年）への出演経験もあるハレルソンは、自身が出演契約をしたのは小さな役だと説明したが、続編で大きな役割を果たす可能性にも言及した。また、2018年6月にハーディの指揮のもとロサンゼルスで再撮影が行われたと報じられた。編集はメリアン・ブランドンとアラン・ボームガーテンが務めた。

## 音楽
2018年3月、ルドウィグ・ゴランソンが『ヴェノム』の音楽を担当することが決定し、監督のルーベン・フライシャーとは2011年の映画『ピザボーイ 史上最凶のご注文』以来の再タッグとなった。ゴランソンはマーベル・スタジオの『ブラックパンサー』の音楽も手掛けており、「憧れの職業の一つでもある若き映画作曲家として、スーパーヒーロー映画の音楽を追求し続けることに興味があった。スーパーヒーローのテーマは本当に観客と共鳴する」と述べている。
8月、ラッパーのエミネムが『ヴェノム』のサウンドトラックに新曲を提供したことを明かした。楽曲「ヴェノム (ミュージック・フロム・ザ・モーション・ピクチャー)」はアルバム『カミカゼ』に収録され2018年8月31日にリリースされたのち、9月23日にアフターマス・レコードからデジタル・シングルとして配信された。

## マーケティング
2017年のComic Con Experienceのソニー・ピクチャーズのブースで上映されたプロモーション映像にフライシャーとハーディが登場した。2018年2月にティーザーが公開されたが、Dani Di Placidoはフォーブス誌でこれを「滑稽でつまらない」と評し、「『スパイダーマン3』でキャラクターが描かれたからこそ、このティーザーが無関心なファンの呼び込みを意図したものだったことはソニーの大きな失敗だ」と所見を述べた。また、論評者らは共通して、ティーザーにタイトルキャラクターが登場しなかったことを批判した。ソニーの会長トム・ロスマンは後にそれを認め、映画への期待を高めることを意図していたと説明した。8月、フライシャーはこのトレーラーにヴェノムが登場しなかった理由を当時キャラクターのVFXが不完全だったためと明かした。
ロスマンは2018年のCinemaConにて、2番目のトレーラーを発表するとともに、「我々はヴェノムを映画に登場させるのを忘れなかった」と述べ今作でのヴェノムの姿を公開した。先述のPlacidoは今回のトレーラーには肯定的で、ヴェノムのヴィジュアルを称賛したが、トレーラーでの対話に脚本への懸念を感じるとも述べた。
このトレーラーでは、ジェニー・スレイトが原作の用語 "Symbiote"（シンビオート）を、定説となっていた [SIM-bee-oht]（スィンビオート）ではなく [SIM-bye-oht]（スィンバイオート）と発音している。その点に批判が集中し、辞書Merriam-Websterによれば、"symbiote pronunciation"（シンビオート 発音）の検索回数が35,700%の増加を見せた。当辞書は、どちらの発音も厳密には許容可能との見解を示した。
また、このトレーラーの音楽が同年公開の『アベンジャーズ/インフィニティ・ウォー』の予告編のものと似通っていることが指摘されており、Screen Rantのハンナ・ショー＝ウィリアムズは「これは偶然か、それともソニーが意図的に『ヴェノム』を観客の心の中でMCUと結び付けさせようとしているのではないか。どちらにしろ、『ヴェノム』が観客を引き込むためには、単に慣れ親しんだトレーラー音楽以上のものが必要」と述べた。
ソーシャルメディアの分析会社Fizziologyによれば、この2番目のトレーラーは24時間以内に6,430万回視聴され、最初のトレーラーより72%の増加となった。同社は、2回目のトレーラーが最初のトレーラーよりも多くの視聴者を獲得することはまれと分析している。また、トレーラーに対する肯定的な反応も46%の増加となっており、これは『スパイダーマン:ホームカミング』の2番目のトレーラーでの反応に匹敵する。肯定的な反応の大部分はヴェノムのヴィジュアルやデザインに向けられていた。
フライシャー、ハーディ、アーメッドは2018年のサン・ディエゴ・コミコンでのプロモーションに登場した。会場では観客にヴェノムのマスクが配られ、"We are Venom" と唱えられたほか、敵のシンビオートであるライオットが含む新しい映像が公開された。
3番目のトレーラーがオンライン上で公開された際には、フォーブス誌のスコット・メンデルソンは肯定的な見解を示さず、『キャットウーマン』（2004年）と同等のものと感じたことと「このような映画をやらないようにする立派な手本だ」との意見を示した。また彼は、フライシャーが自身の成功した映画『ゾンビランド』の続編の製作を『ヴェノム』公開前に決定したことが、今作が成功しない前兆だと感じているとも述べた。ハリウッド・リポーター誌のライターのリチャード・ニュービーは、本作では前時代の作品であるかのようなマーケティングになっていると感じたと述べ、現代のスーパーヒーロー映画というよりは、昔のアイアンマンのクールさや、『狼男アメリカン』（1981年）や『ブレイド』（1998年）の中間を狙っているようだと評した。また彼は、最初の懸念とは裏腹に最新のトレーラーでヴェノムが映画全体に登場することが示されたと指摘し、ユニバースの繋がりがまだないことや独特のトーンは、かえってソニーがキャラクターたちを扱いこなすのに上手く作用するかもしれないとも述べた。
アメリカ合衆国では9月14日にマーベルから、映画の前日譚と広告を兼ねたタイアップのコミック『Venom』が、AMCシアターズでの映画チケット購入者を対象にデジタル配信された。
日本でのキャッチコピーは、「マーベル史上、最も凶悪なダークヒーロー誕生。」「『俺たち』はヴェノムだ。」「この力、病（や）みつき。」

## 公開
本作は2018年10月1日にウェストウッドのフォックス・ヴィレッジ・シアターでワールドプレミアを迎えたのち、アメリカ合衆国とカナダで10月5日に公開された。一部の国では10月3日に公開された。日本では11月2日に公開された。
アメリカ合衆国ではPG-13、日本ではPG12指定作品。

## 評価

### 興行収入
2018年10月28日現在、本作はアメリカ合衆国とカナダで1億8,710万ドル、その他の地域で3億2,100万ドルの収益を上げており、全世界での総額は5億820万ドルとなっている。Deadline Hollywoodは、1億 - 1億1,600万ドルの製作予算の映画で採算を取るには総額4億5,000万ドルが必要と見積もっている。
アメリカ合衆国とカナダでは当初、本作は4,250館で6,000万 - 7,000万ドルのオープニング興行収入が予測された。木曜日の夜のプレビューの時点で1,000万ドルに達し、これは歴代10月公開映画の中で最も高く、『パラノーマル・アクティビティ3』の800万ドルの記録を上回った。公開初日には3,270万ドルを記録すると、週末の予測は8,000万ドルまで引き上げられた。総額では8,030万ドルに達し、公開初週末の記録としても2013年の『ゼロ・グラビティ』の5,590万ドルの記録を上回り歴代10月公開映画で最高となり、同時にソニーの映画では史上7番目のオープニング成績となった。
公開初週末の観客は68%が男性（36%が25歳以上）、36%が白人、27%がヒスパニック系、19%がアフリカ系アメリカ人だった。Fandangoの調査によると、ほとんどの観客は、本作を観た理由を「マーベルのアンチヒーローが主役だから」「スパイダーマンとのクロスオーバーの可能性があるから」「ハーディのファンだから」としていた。コロンブス・デーには9,600万ドルに達し、歴代10月公開映画の月曜日の記録としても『ゼロ・グラビティ』を上回り最高となった。翌週は、55%減の3,570万ドルとなったが週末興行収入ランキングは首位に留まった。3週目、4週目は3位となり、それぞれ1,810万ドルと1,080万ドルの成績となった。
世界興行収入としては、世界58の市場からの1億 - 1億1,000万ドルを含む、総額1億6,000万 - 1億7,500万でのデビューとなると見込まれていた。結果は予測以上となり、国外からの1億2,520万ドルを含み、世界興行収入も歴代10月公開映画最高となる総額2億550万ドルとなった。各国においても1か国を除き週末興行収入ランキングで1位を飾り、韓国では1,640万ドル（公開5日間）、ロシアでは1,360万ドル、イギリスでは1,050万ドル、メキシコでは1,020万ドル（ソニーの映画では国内で歴代最高）を記録した。

### 批評家の反応
上記の興行収入とは裏腹に、本作に対する批評家の評価は芳しいものではない。映画批評集積サイトのRotten Tomatoesには260件のレビューがあり、批評家支持率は30%、平均点は10点満点で4.5点となっている。また、Metacriticには46件のレビューがあり、加重平均値は35/100となっている。なお、本作のシネマスコアはB+となっている。

## 今後の構想
ソニーは『ヴェノム』が独自のシリーズの立ち上げとなることを計画している。2017年7月、コロンビア・ピクチャーズの社長のサンフォード・パニッチは、将来『ヴェノム』がスパイダーマンの映画とクロスオーバーする可能性を示した。2018年5月、ハレルソンは『ヴェノム』の続編で自身の役がより大きな役割になると期待していることを明かしたが、「本作の契約前に続編の脚本が読めたわけではなかったため、契約は運任せだった」と語っている。同年7月、フライシャーとハーディは、スパイダーマンとのクロスオーバーへの関心と、ソニーも関心を示していることを述べた。8月、ソニーは「ヴェノムとスパイダーマンはすでに同じユニバースにいるので、二人が将来的に対面するのを楽しみにしている」と今後のクロスオーバーの構想を示唆した。同月、ハーディは『ヴェノム』に関して3本の映画に契約したことを明かした。
本作の続編『ヴェノム:レット・ゼア・ビー・カーネイジ』は2021年に公開された。